# 서울 연세대학교 핀슨관
서울 연세대학교 핀슨관은 1922년에 연세대학교 남자 기숙사로 건립된 건축물이다. 2019년 12월 30일 대한민국의 국가등록문화재 제770호로 지정되었다.

## 개요
핀슨관은 연세대학교의 기숙사로는 두 번째로 지어진 건물로, 건물 공사비 마련을 지원한 미국남감리교 총무 핀슨(Pinson) 박사의 이름을 땄다. 초창기에는 남자 기숙사로 쓰이다가, 신과대학, 음악관을 거쳐 학교법인 사무처에서 사용하였다. 2000년 5월 13일 핀슨관 2층에 윤동주 기념실이 마련되었고, 2012년 11월에 윤동주의 유족이 《하늘과 바람과 별과 시》 원고와 윤동주의 유고 및 유품을 연세대학교로 기증한 것을 계기로, 2013년 2월 27일에 핀슨관에서 윤동주기념관 현판식을 열고 학술정보관에서 유고·유품 기증 특별전을 개막하였다. 2020년 1월 20일, 핀슨관에 윤동주기념관이 개관하였다.
핀슨관은 연희전문학교 시절 윤동주 시인 등과 함께 근현대사 속 인물들이 생활했던 기숙사 건물이라는 역사적 의미와 함께, 동시대 건립된 학교 기숙사 건물이 대부분 사라진 상황 속에서 건축형태 및 구조, 생활환경 등을 간접적으로 엿볼 수 있다는 측면에서 가치가 있다. 연세대학교에 현존하는 건물 중 스팀슨관에 이어 두 번째로 오래된 건물이기도 하다.

## 같이 보기
- 연세대학교
- 윤동주

## 참고 자료
- 서울 연세대학교 핀슨관 - 국가유산청 국가유산포털